# ФК Спортист (Своге)
„Спортист“ е футболен клуб от гр. Своге, България.
Основан е през 1924 г. Преобразуван е през 1944 г. във физкултурно дружество, а през 1949 г. е преименуван на „ДСНМ“ (на името на Димитровския съюз на народната младеж). От 1952 до 1954 г. се нарича „Миньор“, от 1954 до 1957 се казва „Своге“, а сегашното си име „Спортист“ носи от 1957 г. В периода 2001 – 2003 г. е обединен със „Скала“ (Бов) под името „Спортист-Скала“.
Отборът играе мачовете си на Градския стадион с капацитет 3500 зрители. Неотдавна е извършен основен ремонт на стадиона.
Основните цветове на клуба са синьо и бяло. Президент на клуба е Петър Веселинов, изпълнителен директор – Александър Манолов, спортен директор –  Старши треньор е Ивайло Василев.

## Успехи
- Осминафиналист за купата на страната през 1950 г. (като ДСНМ)
- 7 място в Югозападната Б група през 1953 г. (като Миньор)
- Класиране в Б Професионална футболна група през 2007 г. (като Спортист) за първи път от близо 45 години прекъсване.
- През сезон 2008 – 2009 отборът на Спортист успява да вземе второто място в Б Група и сребърните медали. Това им отрежда право за бараж за влизане в А група срещу вторият от Източната Б Група Нафтекс. В един изключително интересен мач двата отбора завършват редовното време при резултат 2:2, като бургазлии откриват резултата, „Спортист“ объръща на 1:2, но в края Нафтекс успява да прати мача в продължения. В тях и двата отбора не успяхват да вкарат и се стига до дузпи, в които футболистите на Спортист са по-точни и побеждават с 4:2 (общ резултат 6:4) и по този начин влизат за първи път в 85-годишната история на клуба в А ПФГ.
- Второ място в Западна Б футболна група през сезон 2010/11 и бараж за влизане в А футболна група.
- Първо място в международния турнир „Албена Къп“ след победи над елитните отбори на Калиакра Каварна (4:1), Светкавица Търговище (2:1) и втородивизиония Добруджа (2:0 – финал).

## Известни футболисти
- Христо Йовов
- Чавдар Цветков
- Александър Александров
- Иван Терзийски
- Мартин Стефанов
- Теодор Тошев
- Стефан Цветков
- Стоян Тодоров
- Цветко Иванов
- Николай Маринов
- Евгени Коцев
- Сашо Малинов
- Тодор Симов
- Деян Борисов
- Михайл Петров
- Иван Павлов – Швайца
- Григор Иванов
- Богомил Богомилов